# Cymbastela stipitata
Cymbastela stipitata är en svampdjursart som först beskrevs av Patricia R. Bergquist och Tizard 1967.  Cymbastela stipitata ingår i släktet Cymbastela och familjen Axinellidae. Inga underarter finns listade i Catalogue of Life.